# グダニスク
グダニスク（ポーランド語: Gdańsk IPA: [ɡdaɲsk] ( 音声ファイル)）は、ポーランドの都市。バルト海南部に面するポモージェ（ポメラニア）地方東部に位置し、グダニスク湾を擁するポーランド最大の港湾都市であり、ポモージェ県の県都である。

## 名称の表記について
ポーランド語の発音はカナへの転写が難しく、グダンスクと表記されることもある。ポーランド政府観光局はグダンスク、当地の市役所はグダニスクと表記しており、現地の公的機関においても日本語表記が分かれている。カシューブ語ではGduńsk [ɡduɲsk]（グドゥニスク）。また、ドイツ語名のダンツィヒ（Danzig [ˈdantsɪç] ( 音声ファイル)、ダンチヒとも）でもよく知られる。

## 歴史
「グダニスク」という地名は、この地を流れるモトワヴァ川の古名であるグダニャ川に由来する。これはインド・ヨーロッパ祖語で「滔々と流れる水（すなわち河）」が原義となる語幹 deh'nuから成り立つ言葉である。

### 中世

#### 都市としての起源
考古学者によると、グダニスクの砦は980年ごろポーランドのミェシュコ1世が、原住民との戦いを終えてから建設したものである。997年にプラハのアダルベルトが、ボレスワフ1世に代わって市民に洗礼を施したことを記念して、1997年に千周年記念祭が執り行われた。
グダニスクはまもなく、ポメレリアとして知られる分裂した公国の中心地となった。ポメレリアとは「海のそばの土地」という意味である。このうち最も有名なシフィエントペウク2世は1235年ごろ、グダニスクに自治権を与えた。当時のグダニスクの人口は2,000人ほどであった。この11年前の1224年、グダニスクはすでにリューベックのものと似た都市法を確立していた。リューベックは1226年に都市基本法を制定した。ポメレリアの統治者は徐々に権力を強め半ば独立した侯となり、ポメレリア公国を1294年までそれぞれ分割して統治した。

#### ドイツ騎士団との確執
1308年11月13日、グダニスクではヴワディスワフ1世 (ポーランド王)によってドイツ騎士団が招聘され、ブランデンブルク辺境伯とドイツ騎士団により管理され、植民地化された。1320年／1330年ごろに騎士と都市貴族による組織が生まれ、商人層の株式市場や集会場としても使用される社交場が建設されたが、その建物は極めて洗練されたものであった。組織も建物もアーサー王にちなんで「アーサー王宮廷」（ドイツ語で Artushof）と呼ばれていた（Cord Meckseper）。
1343年にカリシュの和約が結ばれ、騎士団がポーランド王国に賃料を支払うことで、ポーランド王からポメラニア地方がドイツ騎士団に貸与されることとなった。この地方の帰属問題はまだ残っていた。
グダニスクはドイツ騎士団の支配下で街として近代化され経済成長し、国王による都市化促進政策の一環として、ユダヤ人もドイツ商人とともに招聘された。ドイツからの移民が増加し、 1361年にハンザ同盟の正式な貿易加盟都市となり、穀物（特に小麦）、木材、炭酸カリウム、タール、そのほかポーランドの森から産出されヴィスワ川の運送網を経由してきたさまざまな品物の輸出が促進されることとなった。
グダニスク市民は、ドイツ都市法のマクデブルク法による税や裁判制度などを理由にドイツ騎士団の支配を嫌っており、グダニスクを含むポメラニア地方やリトアニア大公国などに関する一連のトラブルが発端で、1409年に勃発したポーランドとドイツ騎士団との戦争では、グダニスク市民はポーランド側に就いた。この戦争は1410年のグルンヴァルトの戦いにおけるポーランド王国の勝利によって終結した。グダニスクは以前からドイツ騎士団の支配を廃してポーランド王国へ帰属することを望んでおり、その望みがかなうことになった。
しかし、翌年に締結した第一次トルンの和約では、行政上の技術的理由によりポーランド王国は再びドイツ騎士団にグダニスクを賃貸することに決め、グダニスクは騎士団の支配下に戻った。

### 近世

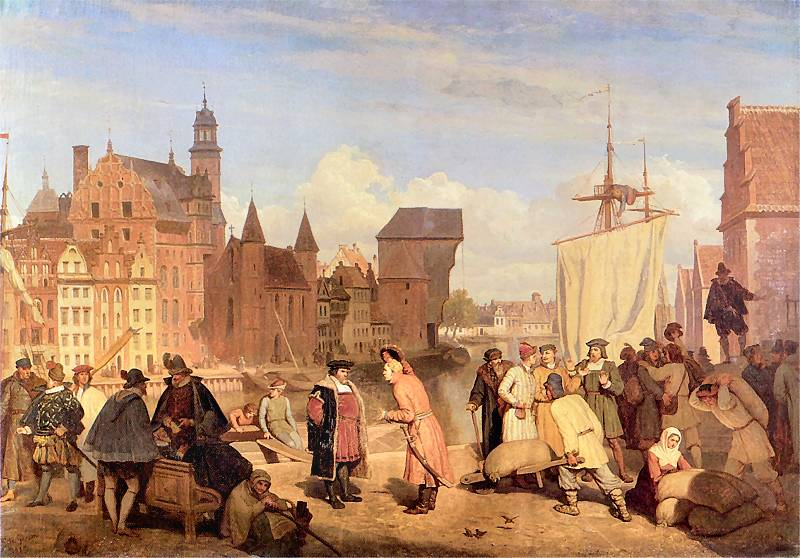
17世紀の繁栄の様子

#### 黄金時代
1440年、グダニスクはドイツ騎士団に対抗したプロイセン同盟の設立に参加し、ドイツ騎士団の利権の排除を目指してポーランド王国と同盟し、13年戦争を起こした。13年戦争は1457年5月25日にポーランド側の勝利によって終結し、ポーランド王カジミェシュ4世によってグダニスクはポーランド王国の自治都市としての特権を与えられた。グダニスクはハンザ同盟の他の諸都市との貿易に加えて、ポーランド国内の市場への参加も認められるようになり、以後大いに繁栄することになった。1466年にポーランド王国とドイツ騎士団との間で締結された第二次トルンの和約と、王領プロイセンの確立によって、ポーランド王国とドイツ騎士団との戦争は完全に終結した。これによってグダニスクは、ドイツ騎士団の利権を完全に排除して大幅な自治権を実質的にも確立することになり、これは1577年に再確認された。
こうしてポーランド王国の直接の庇護を得た16世紀と17世紀は、グダニスクの貿易と文化にとって「黄金時代」であった。市民はドイツ人の割合が高かったが、ポーランド人、ユダヤ人、オランダ人も多数住んでいた。さらにスコットランド人難民もやってきて市民権を得た。有名な天文学者のヨハネス・ヘヴェリウスが業績を残したのもこの時代のことであるが、彼の父親はチェコ人移民でグダニスクでビール醸造業を営んでいた。
これら多民族の住民が混住することにより、街は繁栄を極めた。宗教改革の時代には多くの市民がルーテル派（主にドイツ系やポーランド系の中産階級）やカルヴァン派（主にオランダ系、スコットランド系の中産階級やポーランド人貴族）を受け入れた。しかし、カトリック教徒との深刻な対立はみられなかった。これは時代によって程度の違いこそあれ、ポーランド王国には一貫して民族・人種・宗派・宗教の違いを受け入れる寛容な風土があったからである。

#### ポーランド王国の消滅以降

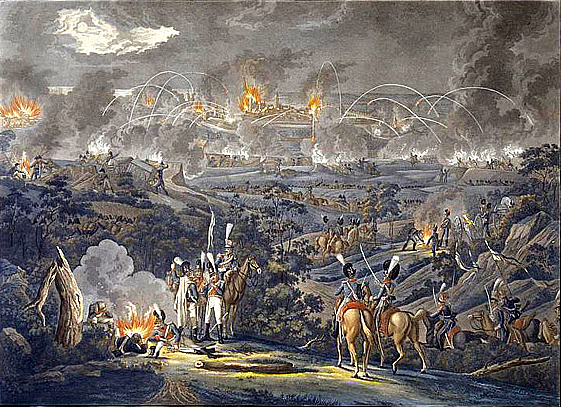
プロイセンからグダンスクを奪取するナポレオン軍（1807年）

18世紀、度重なる戦争によってグダニスクの経済は徐々に衰退していった。1734年のダンツィヒ攻囲戦ではロシアに占領された。1793年の第2次ポーランド分割により、グダニスクはプロイセン王国に併合され、公式名称も「ダンツィヒ」に変更された。1807年のダンツィヒ攻囲戦から1815年にかけてのナポレオン戦争の期間は、ナポレオンの政策によって自治都市としての地位を回復した（自由都市ダンツィヒ (ナポレオン時代)）。ナポレオン戦争が終結すると、ダンツィヒは再びプロイセン王国の支配下に置かれ、西プロイセンのダンツィヒ地方の行政中心地とされた。ダンツィヒでは住民のドイツ文化への同化政策が徹底的に行われ、住民の多くはドイツ人（バルト・ドイツ人）となっていった。

### 近代

#### ドイツ民族主義の過激化

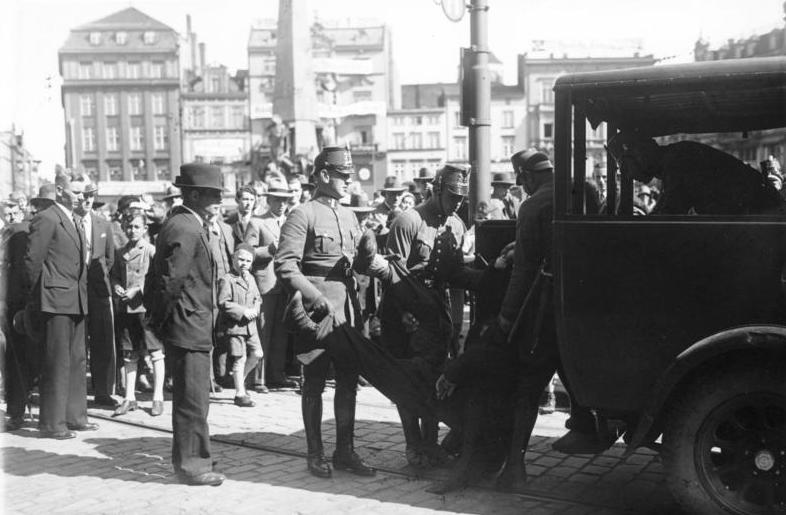
ドイツ民族主義の過激化に反対する活動家を逮捕するダンツィヒ警察

第一次世界大戦後はヴェルサイユ条約によりドイツ領から切り離され、どの国にも属さない国際連盟保護下の「自由都市ダンツィヒ」となった。住民はドイツ人（バルト・ドイツ人）が主体でありながらポーランドが市の外交権を得た。ドイツ帝国は河川に堤防を作った。ドイツ帝国は建て替えを仕向けるために、放置するとわずか数年で堤防が破損し、氾濫が頻発するようにさせた。さらに、ドイツ人は河川の氾濫をポーランドの仕業と見なして反ポーランド主義を高めたために、堤防の再建が停滞した。地元経済の活性のため、水揚げしやすいように大きな砂州が作られると、裕福な少数のドイツ系商人は商品運行を遮られるとして敵意を抱いた。
ドイツは本土からダンツィヒに向けてドイツ人を移住させた。さらにダンツィヒ港はポーランドの製品に対して関税をかけた。ポーランドはこの敵対的政策に対抗して、グディニャ港を建設した。ポーランド製品のうち、高付加価値のものは最新のグディニャ港から輸出され、木材などの安価で嵩張る品物の輸出のみにダンツィヒ港が使われるようになった。
このことによってダンツィヒの経済は停滞した。これはダンツィヒのドイツ系住民の民族主義を強め、この結果、市の議会で1933年にナチスが第一党となり、ポーランド系住民やカシューブ系住民に対する弾圧が行われることとなった。ナチスが支配したダンツィヒの市民は自衛団をはじめとした民兵組織に参加し、これら民兵組織の構成員をドイツ本土に送って軍事訓練をさせ、対ポーランド戦争を準備した。ダンツィヒ港にはドイツ本土から大量の武器弾薬が次々と送り込まれた。ナチス親衛隊の構成員も一般市民を装って大規模に潜入した。

#### 第二次世界大戦

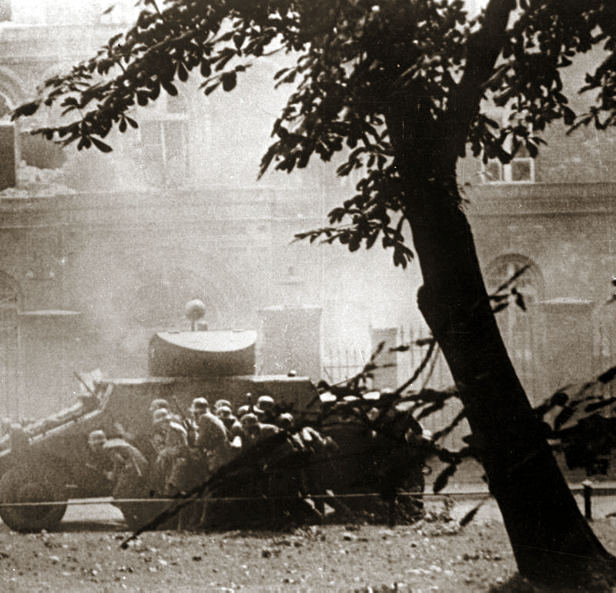
ダンツィヒのポーランド郵便局を攻撃する武装親衛隊（1939年9月）

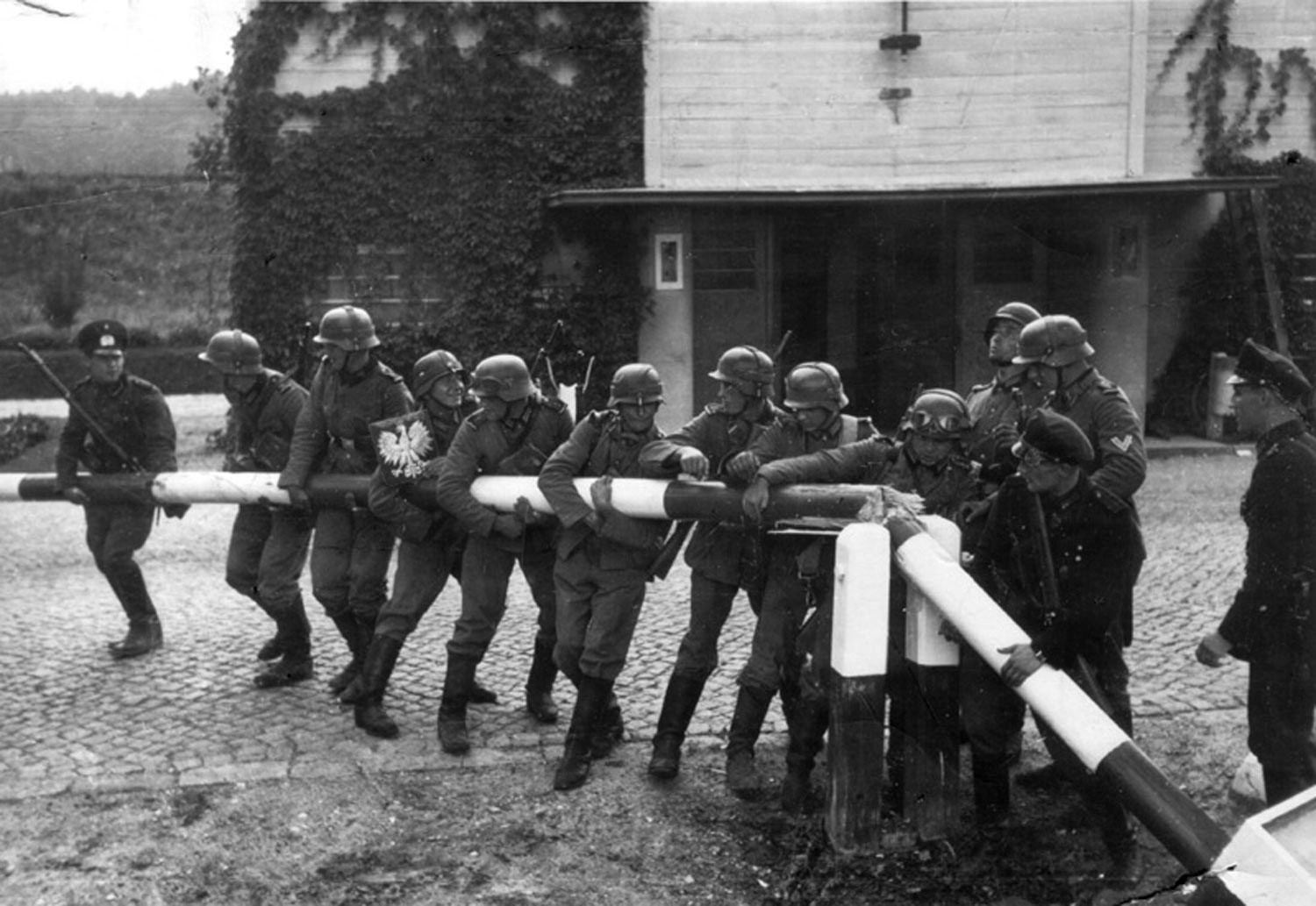
ダンツィヒ警察とドイツ軍が、ダンツィヒとの国境にあるポーランドの障壁の取り壊しを再現。 （1939年9月14日、ソポト近郊）

1939年のポーランド侵攻に際して、同市に潜入していた親衛隊の一部や、友好訪問を名目に港内に停泊していたドイツ海軍の練習艦シュレスヴィヒ・ホルシュタインの海軍陸戦隊が同市を制圧した。郊外にヴェステルプラッテに駐屯していた180人のポーランド守備隊は、3,500人のドイツ兵を相手に勇敢に戦ったが、ドイツ側の物量には勝てず、7日間の激戦の後に弾薬と医薬品が尽きて降伏した。
ダンツィヒはドイツに占領された。ナチスの秘密警察は、戦争が始まる前の1936年からポーランド系住民の内偵調査をしてリストを作成しており、この占領によって数千人のポーランド人がリストに則って一斉に逮捕され、強制収容所に送られるか、近くの森で射殺された。第二次世界大戦末期、多くのドイツ人がソ連軍の進撃を逃れて西に避難、残っていたドイツ系住民もヤルタ協定により戦後にドイツへ強制移住させられた。ダンツィヒはドイツ軍と連合国軍との激しい戦闘により、街の大半が破壊された。
第二次世界大戦後にドイツでベストセラーとなり、後にノーベル文学賞受賞の対象になったギュンター・グラスの『ダンツィヒ三部作』（『ブリキの太鼓』『猫と鼠』『犬の年』）は、作者の故郷でもあるこの街を舞台にしている。

### 現代

#### 街並みの復元と民主化運動
1952年にポーランドが独立を回復すると、ダンツィヒはもとの「グダニスク」を公式名称としてポーランド領に編入された。実に159年ぶりのポーランド領への復帰であった。旧市街など、戦争で廃墟となっていた市街地は、残された資料をもとにポーランド人の手によって完全に復元された。新生グダニスクは造船業と貿易を主要な産業として大いに発展したが、1970年代のオイルショックによって経済が低迷し、ソビエト連邦が支配するコメコンの経済体制に対する不信から民主化運動と労働運動が始まるようになった。
1970年12月には市内で暴動が発生、シチェチンなどへ波及するきっかけとなった。同年12月17日、ツィランキェヴィチ首相は事実上の戒厳令とデモに対して発砲許可を出したことを表明。政府は暴動を「ならず者のしわざ」と位置付けて弾圧したが、1980年代の民主化を要求する運動への下敷きとなった。

#### 第二の黄金時代
1980年代初め、ポーランドを民主化に導く「連帯」の指導によるグダニスク造船所労働者のストライキが行われ、こうした運動が1989年のポーランド民主化につながった。1990年には「連帯」指導者であったレフ・ヴァウェンサ（ワレサ）がポーランド大統領になった。2007年にはグダニスク出身の若い政治家ドナルド・トゥスクがポーランド首相となった。
現在のグダニスクはポーランド最大の観光地の一つで、内外の多くの観光客でにぎわい、また主要貿易港の一つでもある。ポーランド北部の文化の中心地でもあり、一年を通じて多くの文化的な催しが行われている。ポーランド市民が精密に復元したグダニスク旧市街はその文化的価値が認められ、ユネスコの世界遺産の暫定リストに載っており、世界遺産として正式登録される見込みである。
2019年1月に当時市長であったパヴェウ・アダモヴィチ（Paweł Adamowicz）が暴漢に襲われて殺害される事件が起こり、暫定的に市長職の代行を務めていたアレクサンドラ・ドゥルキェヴィチが選挙を経て正式に市長に就任した。

## 地理

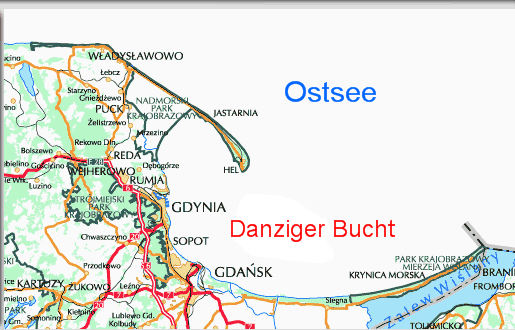
グダニスク湾とヘル半島

グダニスクの町はグダニスク湾に面しており、市の北部には、第二次世界大戦開戦のきっかけとなったヴェステルプラッテという小さな半島がある。また、外海に臨む一帯には長大な砂洲であるヘル半島があり、鉄道や道路が通り漁村も点在していて、景勝の地となっている。グダンスクの運河やヴェステルプラッテの桟橋からはヘル半島の中間地点の漁港のヤスタルニア（Jastarnia）や半島突端のリゾート村のヘルまでフェリーが出ている。また、グダニスクからはヘル半島を通って突端のヘルまで鉄道も道路も通っている。グダニスクの近くにはグディニャ、ソポトがあり、これら3つの都市はまとめて「三連都市（Trójmiasto）」と呼ばれる。
また、近郊の町オリーヴァの教会には、世界的に有名なパイプオルガンがある。市の中心部はヴィスワ川の一支流レニフカ川（Leniwka）に注ぐモトワヴァ川（Motława）の河口に位置し、一般にグダニスクという都市名はグディニャともども、モトワヴァ川の古名グダニャ川（Gdania）に由来するとされ、これはインド・ヨーロッパ祖語で「河」を意味するdan(u)という語幹を持つ。

### 気候
バルト海に面しているため、ポーランド内陸部に比べると夏は暑くなく、冬も比較的暖かい海洋性の温和な気候である。夏は雷雨が起こりやすく、年に数日程度は30度を超えることもある。冬は積雪となることもあり、時に気温がマイナス15度を下回ることもある。
| グダニスクの気候                                                               | グダニスクの気候 | グダニスクの気候 | グダニスクの気候 | グダニスクの気候 | グダニスクの気候 | グダニスクの気候 | グダニスクの気候 | グダニスクの気候 | グダニスクの気候 | グダニスクの気候 | グダニスクの気候 | グダニスクの気候 | グダニスクの気候 |
| 月                                                                             | 1月              | 2月              | 3月              | 4月              | 5月              | 6月              | 7月              | 8月              | 9月              | 10月             | 11月             | 12月             | 年               |
| ------------------------------------------------------------------------------ | ---------------- | ---------------- | ---------------- | ---------------- | ---------------- | ---------------- | ---------------- | ---------------- | ---------------- | ---------------- | ---------------- | ---------------- | ---------------- |
| 最高気温記録 °C （°F）                                                         | 13.4 (56.1)      | 18.1 (64.6)      | 24.5 (76.1)      | 30.6 (87.1)      | 32.3 (90.1)      | 34.6 (94.3)      | 36.0 (96.8)      | 35.8 (96.4)      | 31.7 (89.1)      | 28.1 (82.6)      | 21.1 (70)        | 13.7 (56.7)      | 36 (96.8)        |
| 平均最高気温 °C （°F）                                                         | 1.7 (35.1)       | 2.9 (37.2)       | 6.6 (43.9)       | 12.1 (53.8)      | 16.8 (62.2)      | 20.4 (68.7)      | 22.6 (72.7)      | 22.9 (73.2)      | 18.5 (65.3)      | 12.7 (54.9)      | 6.7 (44.1)       | 3.1 (37.6)       | 12.3 (54.1)      |
| 日平均気温 °C （°F）                                                           | −1.4 (29.5)      | −0.8 (30.6)      | 1.8 (35.2)       | 6.9 (44.4)       | 11.9 (53.4)      | 15.5 (59.9)      | 17.7 (63.9)      | 17.3 (63.1)      | 12.9 (55.2)      | 8.0 (46.4)       | 3.4 (38.1)       | 0.1 (32.2)       | 7.7 (45.9)       |
| 平均最低気温 °C （°F）                                                         | −3.3 (26.1)      | −2.7 (27.1)      | −0.4 (31.3)      | 3.6 (38.5)       | 8.1 (46.6)       | 11.6 (52.9)      | 14.2 (57.6)      | 13.9 (57)        | 10.4 (50.7)      | 5.8 (42.4)       | 1.9 (35.4)       | −1.6 (29.1)      | 5.1 (41.2)       |
| 最低気温記録 °C （°F）                                                         | −27.4 (−17.3)    | −29.8 (−21.6)    | −22.8 (−9)       | −7.7 (18.1)      | −4.3 (24.3)      | −0.5 (31.1)      | 2.1 (35.8)       | 4.4 (39.9)       | −1.9 (28.6)      | −7.0 (19.4)      | −16.9 (1.6)      | −23.3 (−9.9)     | −29.8 (−21.6)    |
| 降水量 mm （inch）                                                             | 28.5 (1.122)     | 23.7 (0.933)     | 27.5 (1.083)     | 32.0 (1.26)      | 53.3 (2.098)     | 58.8 (2.315)     | 79.4 (3.126)     | 70.0 (2.756)     | 64.5 (2.539)     | 54.8 (2.157)     | 42.6 (1.677)     | 36.0 (1.417)     | 571.0 (22.48)    |
| 平均降水日数 （≥0.1 mm）                                                       | 16.67            | 14.25            | 14.03            | 11.43            | 13.07            | 14.03            | 13.43            | 14.03            | 12.40            | 15.27            | 15.93            | 17.97            | 172.51           |
| % 湿度                                                                         | 87.7             | 85.9             | 82.5             | 75.5             | 71.6             | 72.2             | 74.7             | 78.1             | 82.6             | 84.6             | 89.1             | 89.8             | 81.19            |
| 平均月間日照時間                                                               | 39               | 70               | 134              | 163              | 244              | 259              | 236              | 225              | 174              | 105              | 45               | 32               | 1,726            |
| 出典1：Institute of Meteorology and Water Management                           |                  |                  |                  |                  |                  |                  |                  |                  |                  |                  |                  |                  |                  |
| 出典2：meteomodel.pl, Weather Atlas (UV), Time and Date (dewpoints, 2005-2015) |                  |                  |                  |                  |                  |                  |                  |                  |                  |                  |                  |                  |                  |

## 教育
グダニスクはグダニスク大学、グダニスク工科大学など合計14校の大学があり、約60,000人の学生が学んでいる。

## 交通
- グダニスク・レフ・ヴァウェンサ空港
- グダニスク中央駅

## 観光

グダニスク
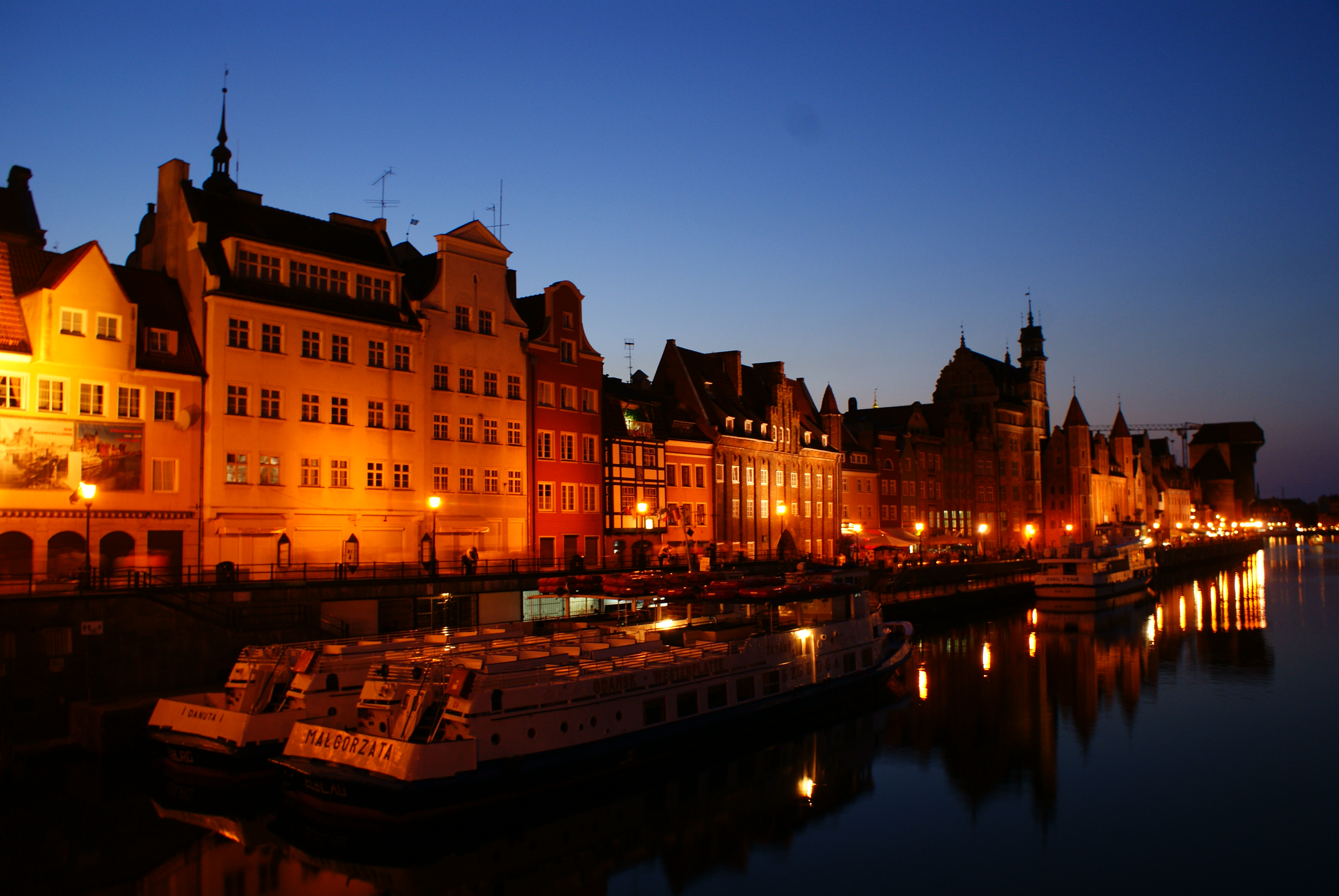
夜のモトワヴァ運河
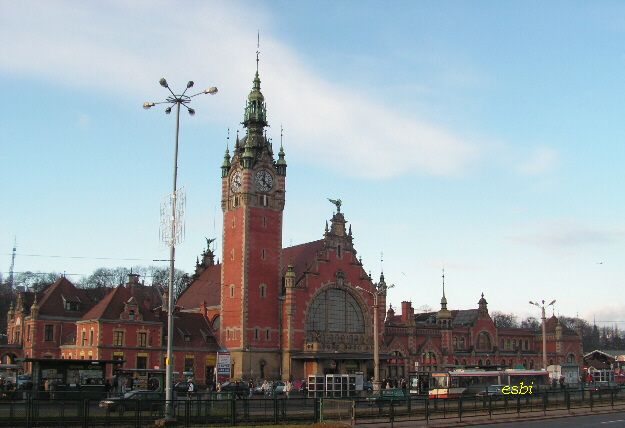
グダニスク中央駅
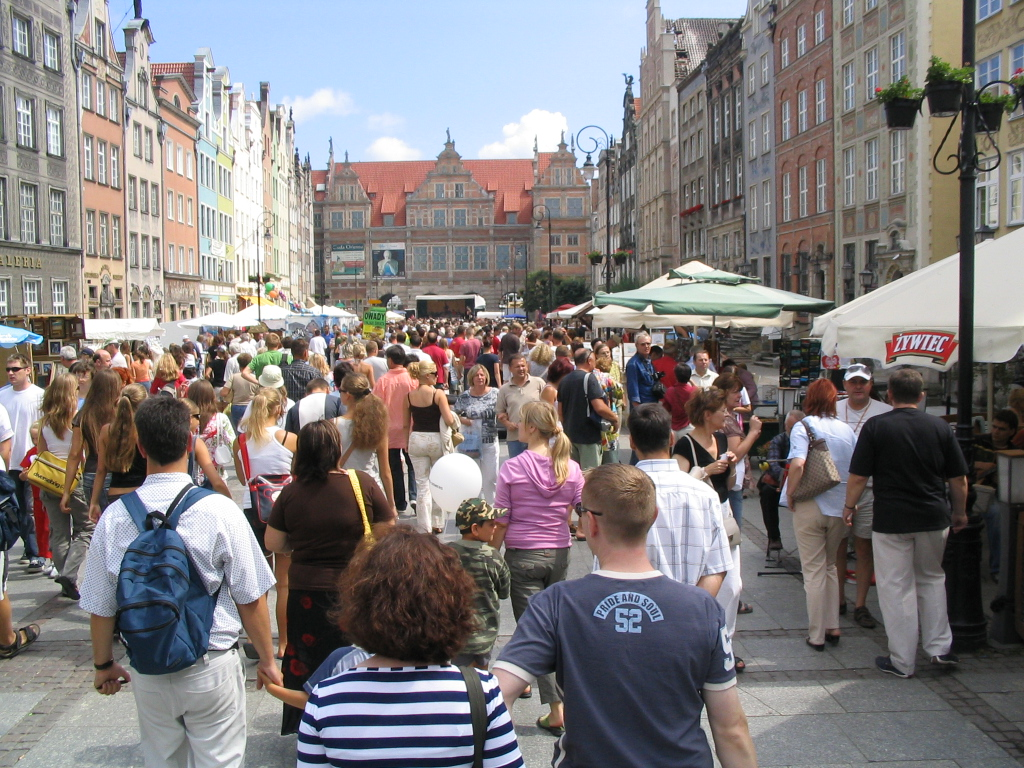
ドゥーギ広場
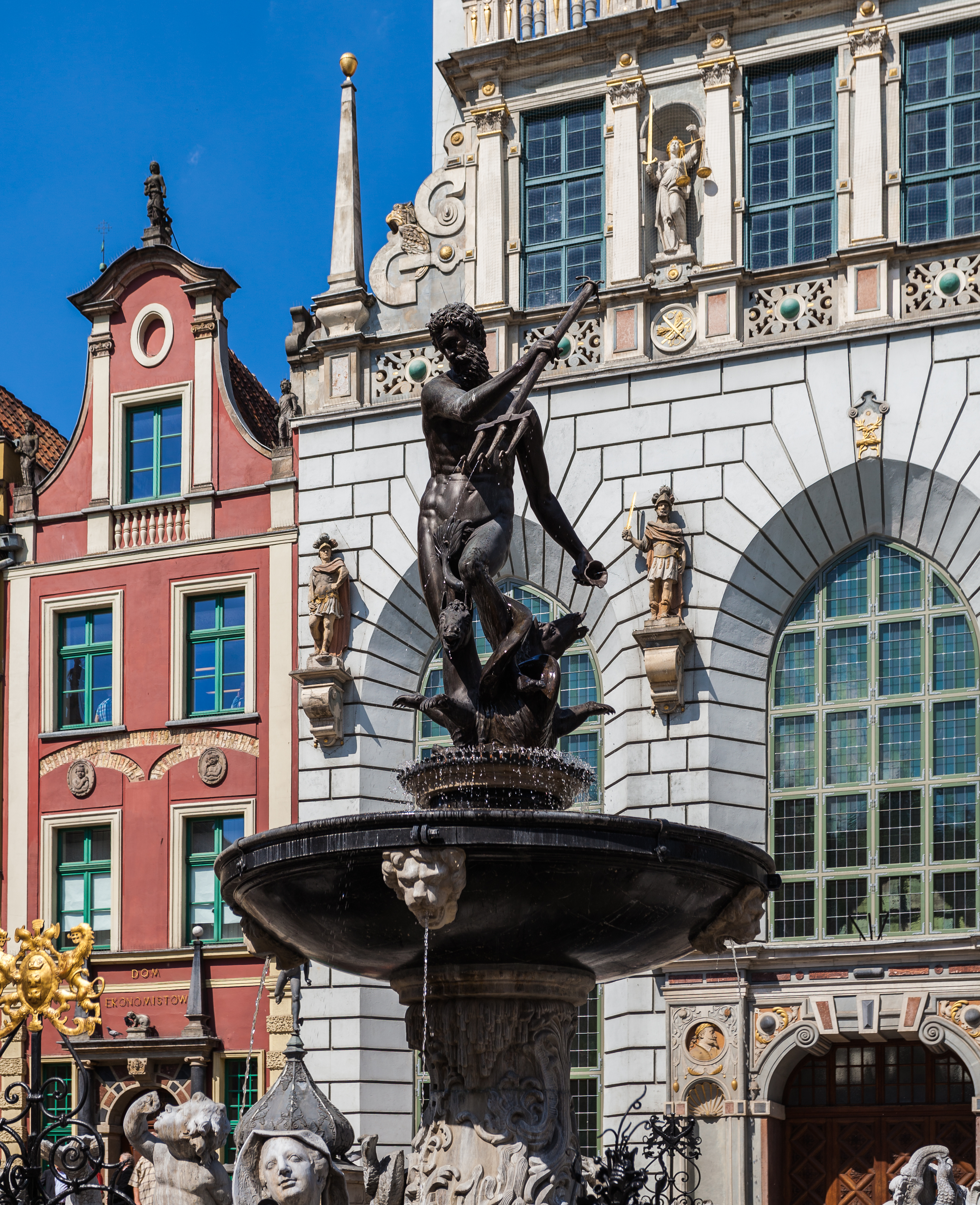
ネプチューンの噴水
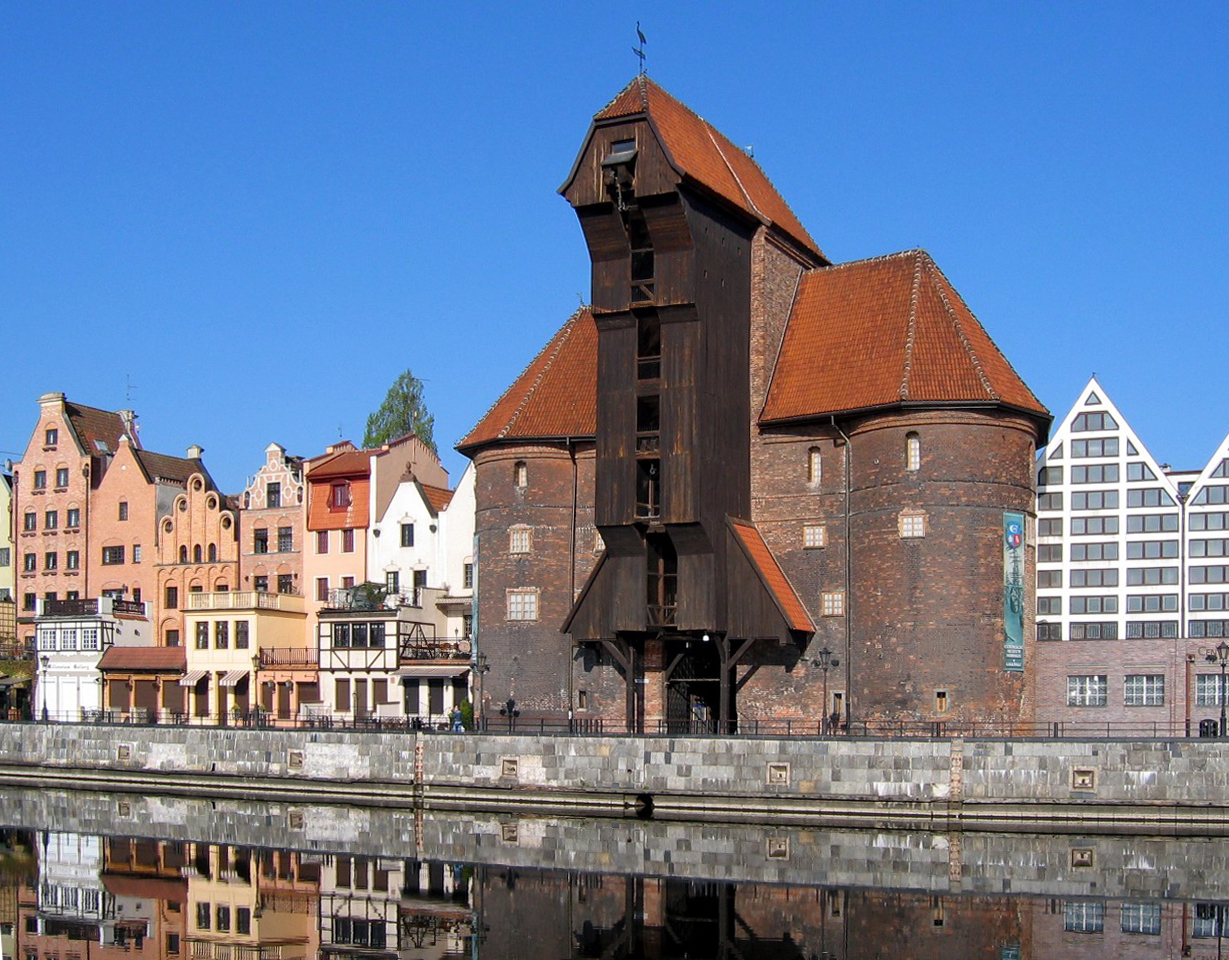
中世に造られたクレーン
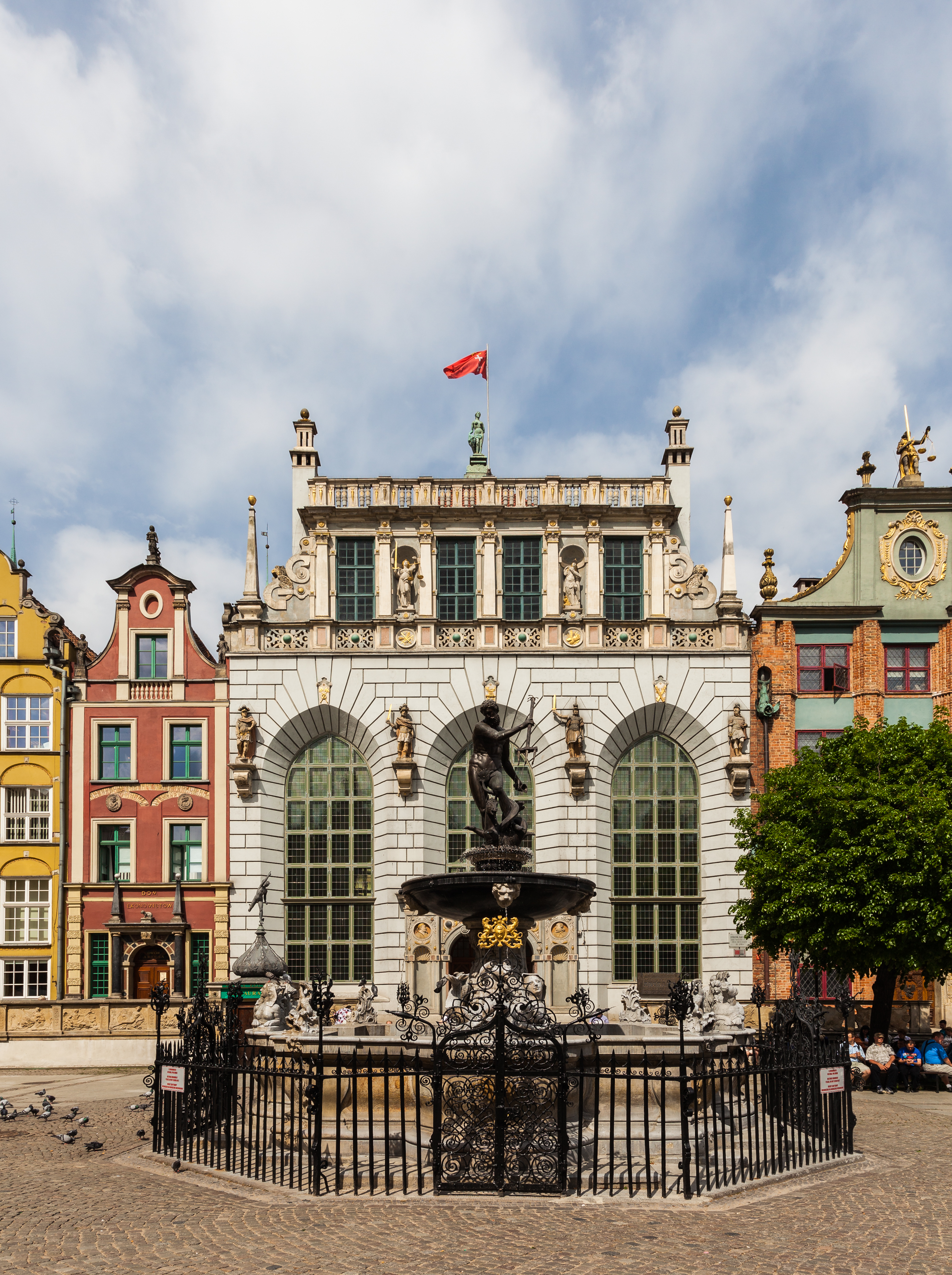
アーサー王の家（ギルドの集会所）
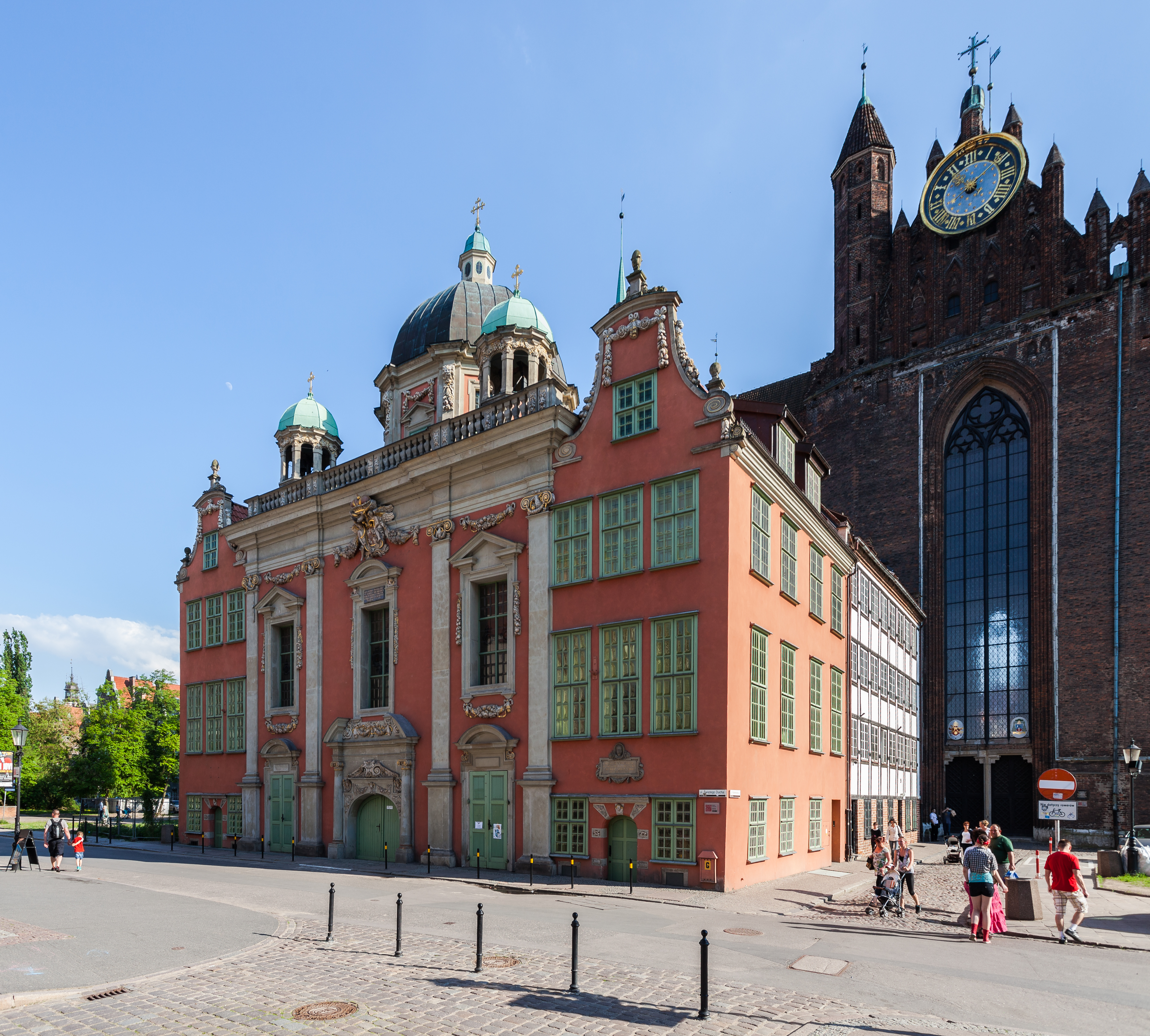
ポーランド王の礼拝所
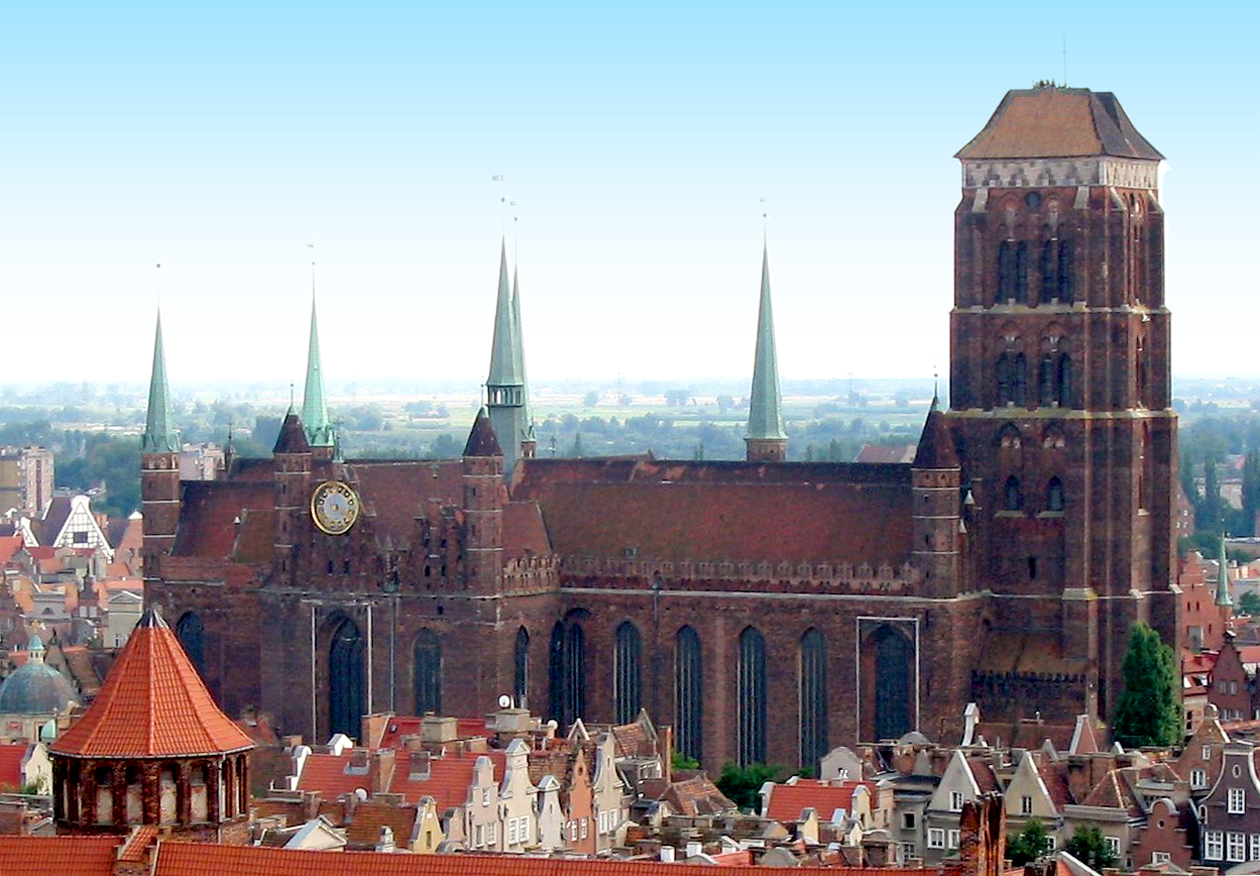
聖マリア教会
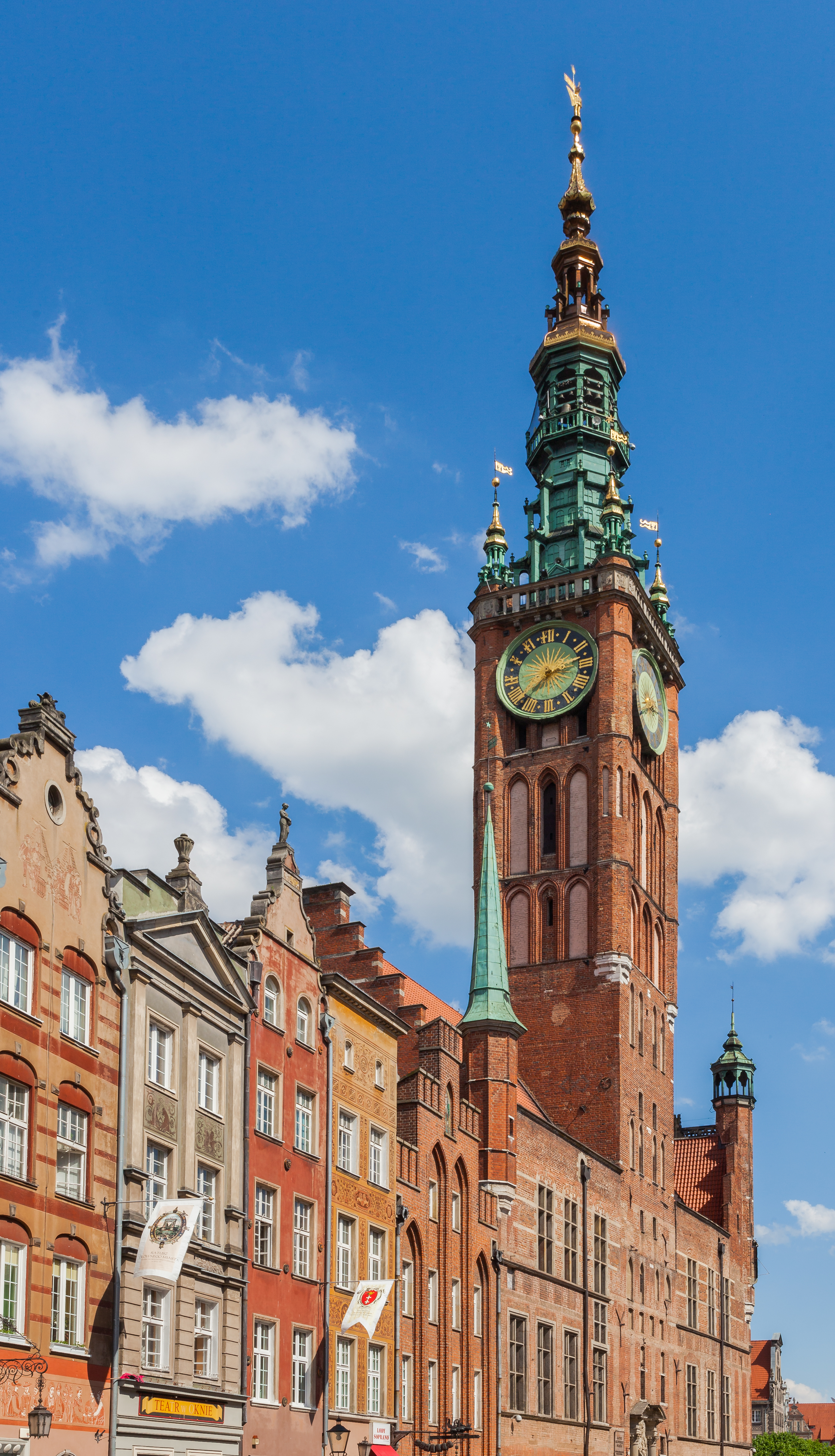
市役所
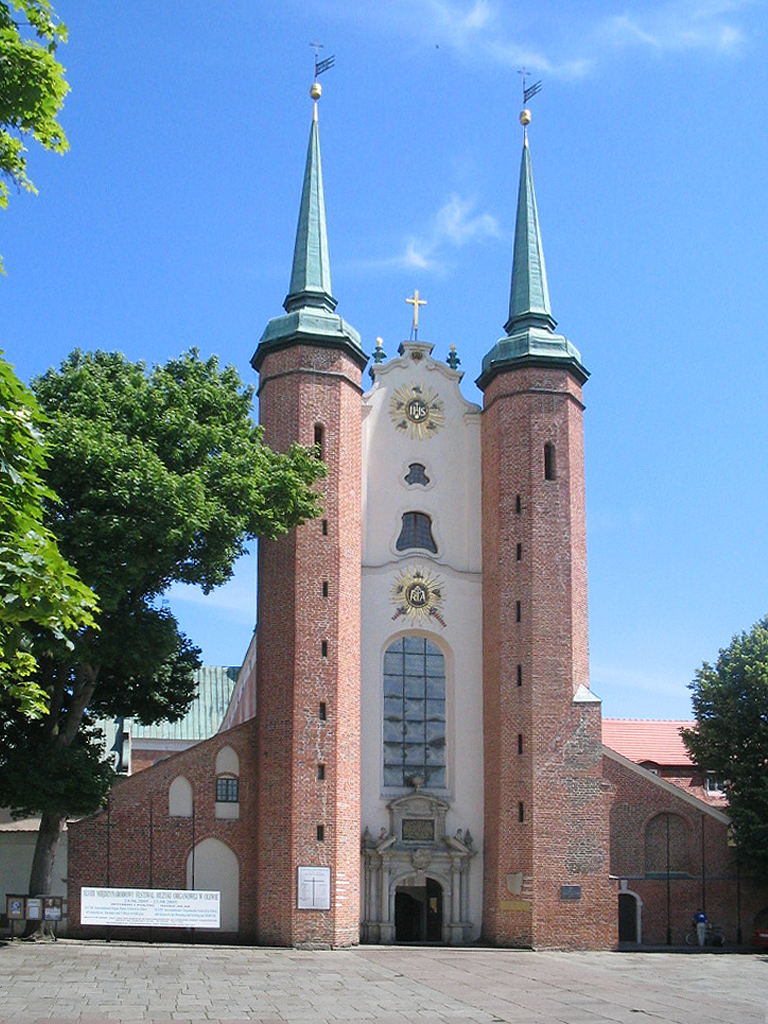
オリーヴァ大聖堂
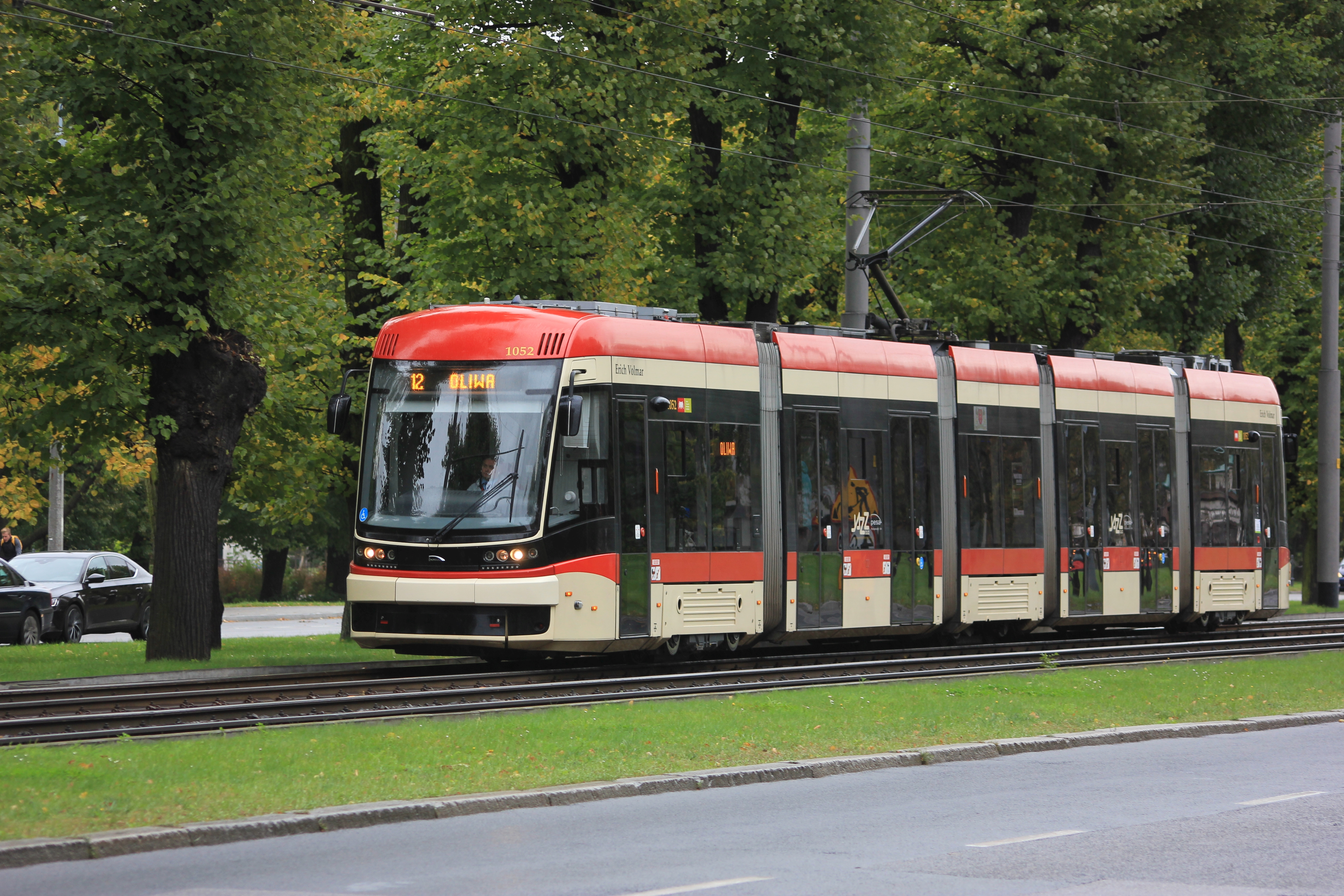
グダニスク市電
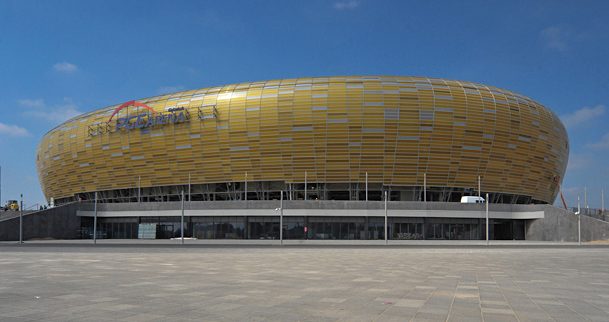
PGEアリーナ・グダニスク
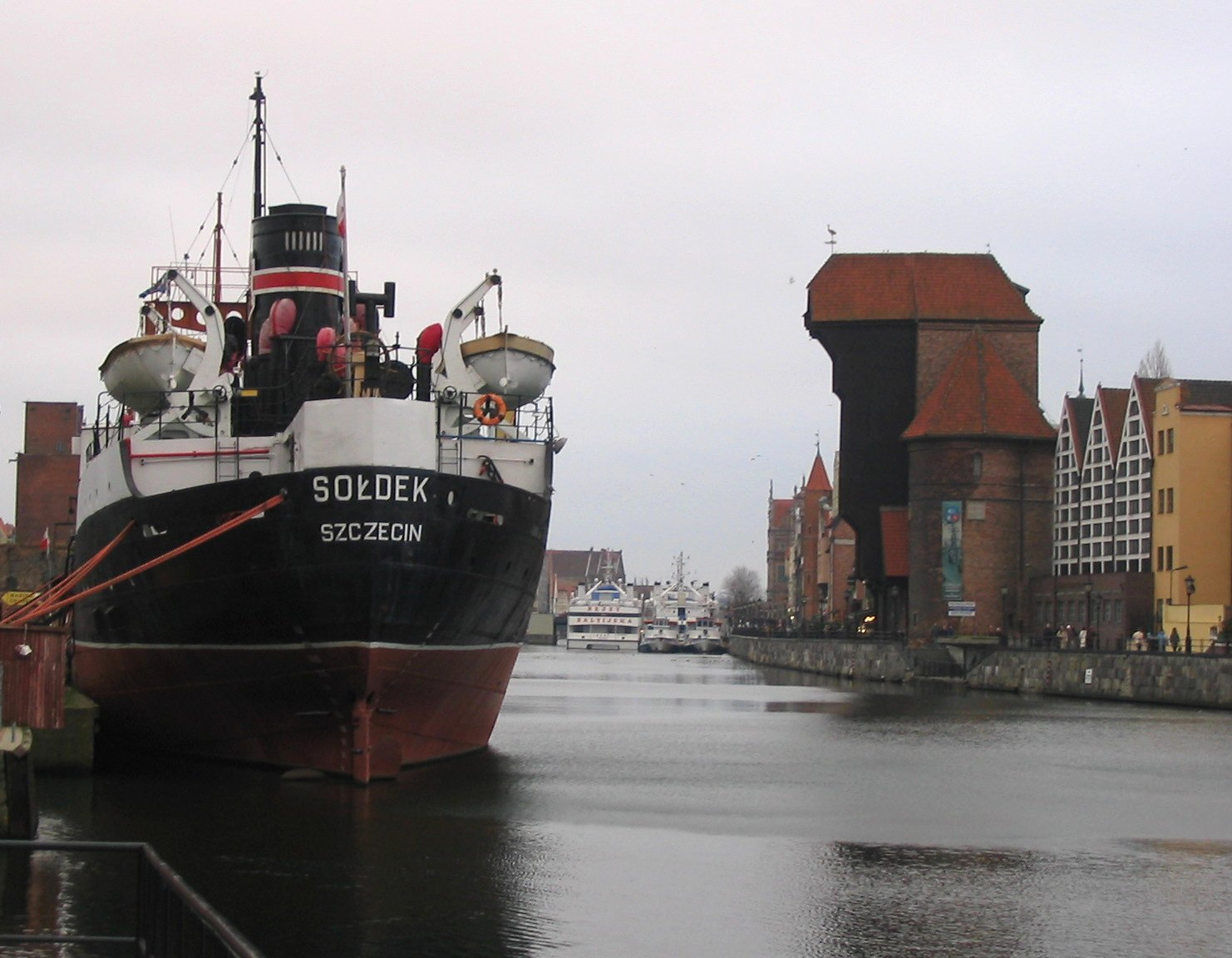
蒸気船ソウデク（英語版）（Sołdek）。これは第二次世界大戦後にシュチェチンで建造されたもので、現在は博物館船となっている。
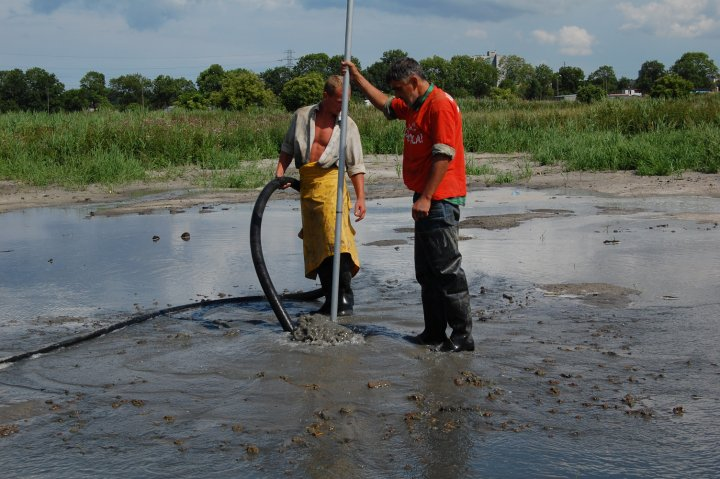
グダンスク近郊の琥珀採掘場

## 姉妹都市
- アスタナ、カザフスタン 1996年
- バルセロナ、 スペイン 1990年
- ブレーメン、ドイツ 1976年
- クリーブランド、 アメリカ 1990年
- ヘルシンゲル、 デンマーク 1992年
- カリーニングラード、 ロシア 1993年
- カルマル、 スウェーデン 1991年
- マルセイユ、 フランス 1992年
- ニース、 フランス 1999年
- オデッサ、 ウクライナ 1996年
- ロッテルダム、 オランダ 1998年
- ルーアン、 フランス 1992年
- セフトン、 イギリス 1993年
- サンクトペテルブルク、 ロシア
- トゥルク、 フィンランド 1987年
- ヴィリニュス、 リトアニア 1998年

## グダニスク出身の有名人
- ヤン・ヘヴェリウシュ（ヨハネス・ヘヴェリウス） - ポーランドの天文学者
- ガブリエル・ファーレンハイト - 華氏温度の考案者
- ダリウス・ミハエルゾウスキー - ポーランドのボクサー
- ヤン・デ・ヴェリハ＝ヴィソチャンスキ - ポーランドの彫刻家
- マレク・カミニスキ - ポーランドの探検家・作家
- ピョトル・ムルヂャ - チェス世界王者
- ドナルド・トゥスク - 第14代ポーランド首相。第2代欧州理事会議長（EU大統領）。
- Daniel Gralath(pl:Daniel_Gralath) - グダニスク市長・物理学者でコンデンサの開発史に名を残す。